# Silene gaditana
Silene gaditana är en nejlikväxtart som beskrevs av Salvador Talavera och Bocquet. Silene gaditana ingår i släktet glimmar, och familjen nejlikväxter. Inga underarter finns listade i Catalogue of Life.